# Konstantin Plužnikov
Konstantin Sergeevič Plužnikov ((in russo Константин Сергеевич Плужников?); Seversk, 28 aprile 1987) è un ginnasta russo.